# Гінухійська мова
Гінухійська мова (самоназва: гьинузас мец) — одна з малих мов Дагестану. 
Гінухійською володіють близько 500 осіб, переважно в селі Генух Цунтинського району Дагестану. 
Мова є безписемною. Діалектів не має. 
Фонетика мови включає 11 голосних та 33 приголосних звуки. Голосні а і е можуть фарингалізовуватися. 
Іменники поділяються на 5 класів. Множина утворюється додаванням закінчення -бе. 
Гінухійська мова є ергативною з численними аглютинаціями. Часи утворюються за допомогою афіксів. Зокрема, суфікс -хо позначає теперішній час. Суфікс -н позначає майбутній час в першій особі та -с в інших. Минулий завершений час утворюється за допомогою суфікса -с або -ш, а минулий незавершений суфіксом -но. 
На відміну від інших кавказьких мов, гінухійська (як і бежтинська) має десятинну систему числівника.
Перші відомості про мову зібрав білоруський етнограф А.К. Сєржпутовський. Гінухійська мова є близькою до цезької, і раніше вважалася її діалектом. Відмінність від цезької довів Є.А. Бокарєв.